# Zosterops wallacei
El anteojitos ojigualdo (Zosterops wallacei) es una especie de ave paseriforme en la familia Zosteropidae.

## Distribución y hábitat
Es  endémica de Indonesia, donde se encuentra en varias de las Islas menores de la Sonda: Sumbawa, Sumba, Komodo, Flores y el archipiélago de Solor.
Su hábitat natural son los bosques subtropicales húmedos.